# Джаспър (окръг, Южна Каролина)
Окръг Джаспър (на английски: Jasper County) е окръг в щата Южна Каролина, Съединени американски щати. Площта му е 1813 km², а населението – 28 791 души (1 април 2020). Административен център е град Риджланд.